# С-125
С-125 «Нева» (индекс ракеты — 5В24, экспортное наименование комплекса — «Печора», по классификации МО США и NATO — SA-3 Goa) — советский зенитный-ракетный комплекс малого радиуса действия.
Был принят на вооружение в ВС СССР в 1961 году. Продано на экспорт более 400 комплексов С-125. Головной разработчик — НПО «Алмаз» им. академика А. А. Расплетина.

## История

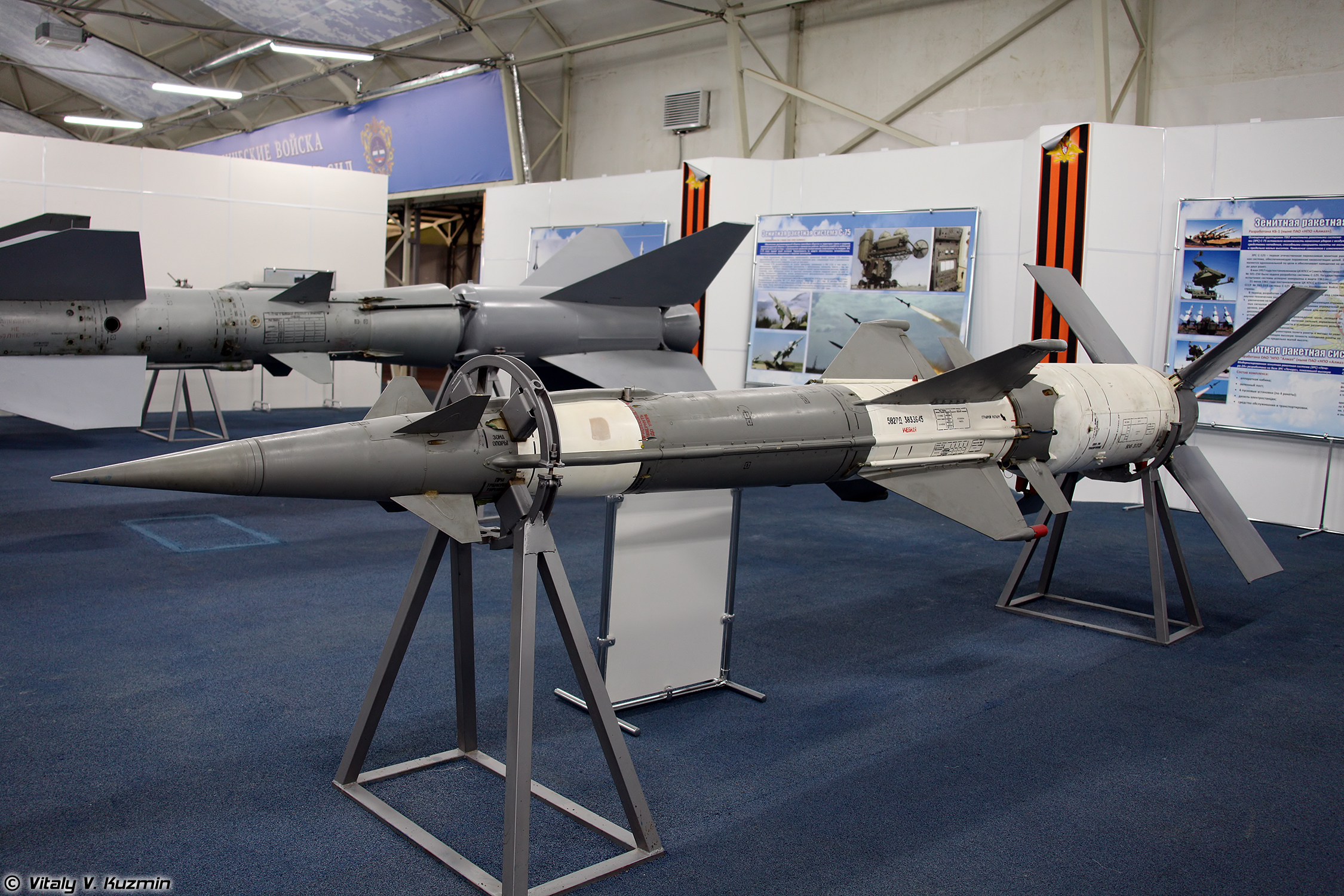
ЗУР индекса 5В27Д ЗРК С-125М

### Предпосылки создания
Первые зенитные ракетные системы С-25, С-75, ЗРК «Найк-Аякс» и MIM-14 Nike-Hercules, разработанные в СССР и США, успешно решали основную задачу, поставленную при их создании, — обеспечить поражение высокоскоростных высотных целей, недоступных для ствольной зенитной артиллерии и сложных для осуществления перехвата истребительной авиацией. При этом в полигонных условиях была достигнута столь высокая эффективность применения нового оружия, что у заказчиков возникло вполне обоснованное стремление обеспечить возможность его применения во всем диапазоне скоростей и высот, на котором могла действовать авиация вероятного противника. Между тем минимальная высота зон поражения комплексов С-25 и С-75 составляла 3—5 км, что соответствовало тактико-техническим требованиям, сформированным в начале 1950-х годов. Результаты анализа возможного хода предстоящих военных операций указывали на то, что по мере насыщения обороны этими зенитными ракетными комплексами ударная авиация может перейти к действиям на малых высотах.

### Разработка
В СССР работы над первым маловысотным ЗРК были начаты осенью 1955 года, когда исходя из наметившихся тенденций расширения требований к ракетному оружию руководитель КБ-1 А. А. Расплетин поставил перед своими сотрудниками задачу создания перевозимого комплекса с повышенными возможностями поражения маловысотных воздушных целей и организовал для её решения лабораторию во главе с Ю. Н. Фигуровским.
Новая зенитная ракетная система предназначалась для перехвата целей, летящих со скоростями до 1500 км/ч на высотах от 100 до 5000 метров, дальности до 12 километров, и создавалась с учётом обеспечения мобильности всех её составляющих — зенитных ракетных и технических дивизионов, придаваемых им технических средств, средств радиолокационной разведки, управления и связи. Все элементы разрабатываемой системы проектировались либо на автомобильной базе, либо с обеспечением возможности транспортировки как прицепов с использованием автомобилей-тягачей по дорогам, а также железнодорожным, авиационным и морским транспортом.

## Описание
Зенитный ракетный комплекс (ЗРК) С-125 «Печора» разрабатывался как комплекс для борьбы с маловысотными пилотируемыми и беспилотными аэродинамическими целями в диапазоне высот 20—18000 метров, на дальностях 3,5-25 км.
При проектировании С-125 главной задачей была необходимость получения достаточной точности наведения ракет в условиях отражений от земной поверхности. Для этого используется сканирование пространства в двух взаимно перпендикулярных плоскостях для приёма эхо сигналов цели и сигналов ответчиков ракет, а для зондирования цели используется узкий луч, формируемый отдельной антенной, что обеспечивает использование «разностного» метода наведения ракет.
Ракета для ЗРС С-125, разработанная в МКБ «Факел», двухступенчатая, стартовый ускоритель и маршевый двигатель твердотопливные.
ЗРК С-125 «Печора» поступил на вооружение в 1961 году и обеспечивал обстрел одной цели, летящей со скоростью до 560 м/с, двумя ракетами, с вероятностью поражения цели до 0,98.
За время эксплуатации неоднократно проводилась модернизация аппаратуры ЗРК.

## Модификации

### Для ПВО СССР
- С-125 «Нева» (1961) — базовый комплекс, оснащался ракетами В-600П (5В24) с дальностью до 16 км.
- С-125М «Нева-М» (1970) — развитие комплекса с ракетами В-601П (5В27) дальностью до 22 км.
- С-125М1 «Нева-М1» (1978) — модернизированный вариант С-125М с улучшенной помехозащищённостью и оснащением ракетами В-601ПД (5В27Д) с возможностью стрельбы вдогон.

### Для ВМФ СССР
- М-1 «Волна» (1962) — аналог комплекса С-125 «Нева» корабельного базирования.
- М-1М «Волна-М» (1964) — аналог комплекса С-125М «Нева-М» с оснащением с ракетами В-601П (5В27).
- М-1П «Волна-П» (1974—1976) — модернизированный вариант с улучшением помехозащищённости, систем управления и добавлением телесистемы 9Ш33.
- М-1Н «Волна-Н» (после 1976) — дальнейшая модернизация комплекса для борьбы с низколетящими ПКР, оснащался ракетами В-601М.

### Экспортные
- С-125 «Печора» — экспортный вариант комплекса С-125 «Нева».
- С-125М «Печора-М» — экспортный вариант комплекса С-125М «Нева-М».
- С-125 Печора-2М — самоходный вариант (поставлен в ряд стран).

### Современные

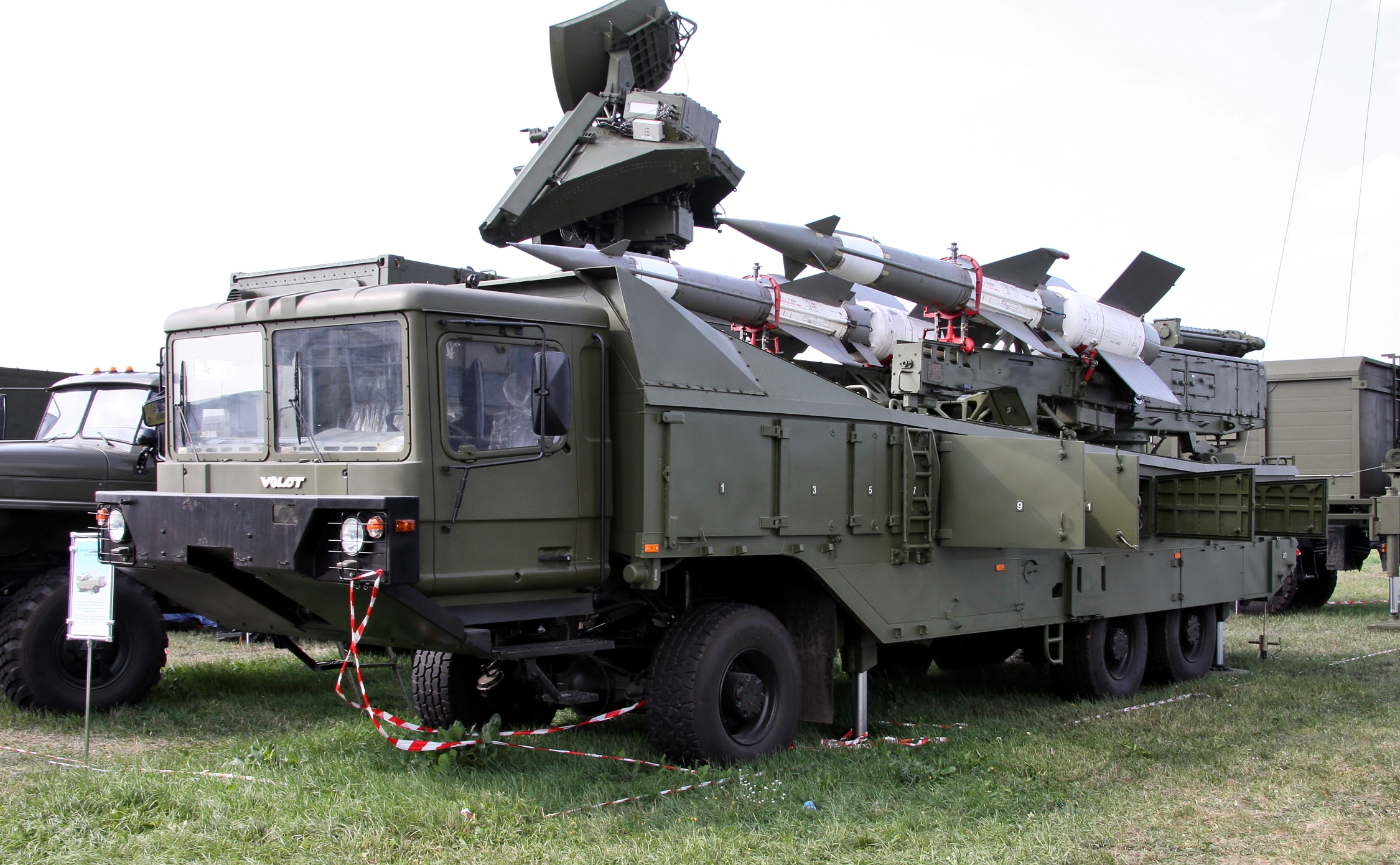
Пусковая установка комплекса Печора-2М на шасси МЗКТ-8021

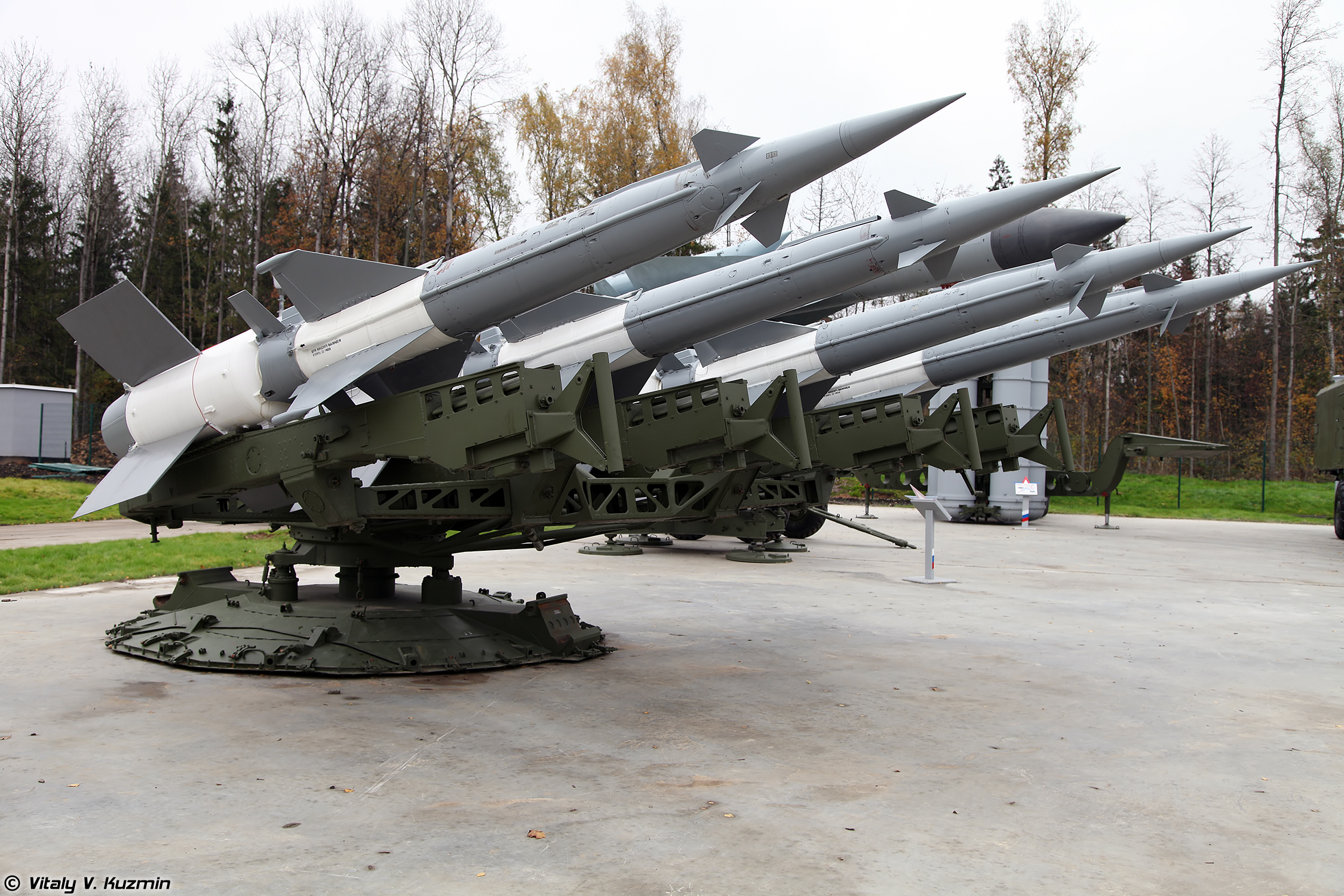
С-125

С тех пор, как большинство С-125 в России было заменено на С-300, было решено модернизировать системы С-125, снимаемые с вооружения, и сделать их более привлекательными для экспорта. Выпущенная в 2000 году модификация комплекса «Печора-2» имеет большую дальность, способность работать по нескольким целям и большую вероятность попадания. Пусковая установка перемещена на грузовик, что позволяет осуществить смену позиции за меньшее время. Также, систему «Печора-2M» возможно использовать против крылатых ракет.
В 1999 году Российско-белорусскому финансовому-индустриальному консорциуму «Оборонительные системы» предоставляли контракт на модернизацию египетских С-125. Это восстановленное вооружение было повторно введено в эксплуатацию как С-125 «Печора-2M».
- С-125 «Newa SC» в 2001 году Польша начала предлагать модернизированный С-125, названный «Newa SC». В нём заменено много аналоговых компонентов цифровыми для повышения надёжности и точности. Это модернизация также включает установку пусковой установки на шасси танка Т-55, что дало улучшение подвижности и также была добавлена аппаратура «свой-чужой» и улучшен обмен данными. РЛС установлена на 4-осном шасси МАЗ-543 (прежде использовавшемся в качестве шасси для пусковых установок 9П117 ракет 8К14).

Позднее, в том же году, российская версия[какая?] была модернизирована до «Печора-М», в которой модернизации подверглись почти все компоненты системы — двигатели ракет, радары, системы управления, боевые части, электроника. Также добавлены оптико-электронные (лазерные/инфракрасные) следящие системы, что позволило осуществлять наведение ракет без использования РЛС, в пассивном режиме.
Также существует версия С-125, доступная в России с ракетой с боевой частью для самоликвидации, с заменённой аппаратурой телеметрии и дистанционного (программного) управления, для использования в качестве управляемых ракет-мишеней «Пищаль».
- С-125 «Печора-2Д» — украинский вариант модернизации ЗРК. Предварительные стрельбы данной версии прошли в сентябре 2010 года. По данным разработчика НПП «Аэротехника-МЛТ» (г. Киев, Украина), после модернизации ЗРК назначается 15-летний ресурс, 1500 часов наработки на отказ достигается путём замены 90 % элементной базы на твердотельную, ЗРК оснащается спутниковой навигационной системой, средствами имитации воздушной обстановки, комплексного и автономного технического контроля и автономного энергетического обеспечения. Расширена область поражения воздушных целей: максимальная высота поражения цели — до 21 км, горизонтальная дальность до дальней границы зоны поражения — 27 км, максимальная наклонная дальность поражения цели — 35 км, максимальный курсовой параметр цели — 24 км.
- С-125 «Печора-2БМ» — белорусский вариант глубокой модернизации С-125. ЗРК «Печора-2БМ» предназначен для борьбы с современными и перспективными средствами воздушного нападения в условиях сложной помеховой обстановки. Глубокая модернизация позволяет повысить практически все основные характеристики комплекса.
- С-125 «Печора-2Т» — белорусская модификация С-125 разработки НПО «Тетраэдр»;
- С-125-2ТМ «Печора-2ТМ» — белорусская модификация С-125 разработки НПО «Тетраэдр», 2006 год. Помехозащищённость комплекса обеспечивает работу ЗРК при постановке ему помех мощностью 2700 Вт/МГц (на выходе из антенны постановщика помех) на дальности 100 км от ЗРК, минимальная обнаруживаемая ЭПР цели — 0,02 м², дальность поражения — 35 км[3].
- С-125 «Печора-2А» — российская модификация С-125 разработки ОАО «ГСКБ „Алмаз-Антей“»[4]. Дальность поражения целей — 28 км. Дальность обнаружения цели с ЭПР 2 м² — 100 км. Время работы двигателя — 24 секунды[5]. Помехозащищённость ЗРК: повышена со 100 до 2000 Вт/МГц (мощность активной помехи на выходе из антенны постановщика помех), дальность обнаружения в помехах сокращается в 2 раза. Минимальная ЭПР цели 0,3 м²[6][7]
- С-125 «Печора-2М» — российская модификация ЗРК разработки ОАО «Оборонительные системы». Минимальная ЭПР цели до 0,1 м²[8], введён комплекс радиотехнической защиты (КРТЗ) от противорадиолокационных ракет (ПРР). В 2007 году система была проверена на полигоне, при обстреле комплекса ни одна из ПРР не попала в цель[9]. Защита от активных и пассивных помех обеспечивается с помощью введения новой аппаратуры. Масса боевой части увеличена на 50 %, разлёт осколков — в 3,5 раза. Основные характеристики комплекса:
Обзорная РЛС заменена на современную «Каста-2Е2»
  - количество ПУ: 8 единиц;
  - ведение до 16 воздушных объектов;
  - удалённость ПУ от центра управления: до 10 км;

Комплекс получил возможность сопрягаться с удалёнными РЛС и вышестоящими КП по телекодовым каналам.[10] Возможна эффективная стрельба по крылатым ракетам и применение как одного радара подсвета и наведения по цели, так и двух (по двум различным целям). Оптическая станция обеспечивает работу не только днём, но и ночью.

## Тактико-технические характеристики
|                                        | С-125М «Нева-М» с ракетой В-600П (5В24) | «Печора» с ракетой В-601П (5В27) | «Печора» с ракетой В-601ПК | «Печора-2А» с ракетой В-601Д | «Печора-2М» с ракетами 5В27ДЕ |
| -------------------------------------- | --------------------------------------- | -------------------------------- | -------------------------- | ---------------------------- | ----------------------------- |
| Макс. скорость поражаемых целей (м/с). | 560                                     | 560                              | 560                        | 700                          | 1000                          |
| Мин. эпр. (м2)                         | 0,5                                     | 0,3                              | 0,3                        | 0,3                          | 0,1                           |
| Макс. высота целей, км                 | 10                                      | 18                               | 16                         | 20                           | 20                            |
| Мин. высота целей, км                  | 0,2                                     | 0,02                             | 0,02                       | 0,02                         | 0,02                          |
| Макс. дальность, км                    | 12                                      | 17,5                             | 14                         | 28                           | 32                            |
| Мин. дальность, км                     | 6                                       | 3,5                              | 3                          | 3,5                          | 3,5                           |
| Вероятность поражения                  | 0,25 — 0,97                             | 0,39 — 0,98                      | 0,4 — 0,99                 | 0,41 — 0,99                  | 0,51(30 км)-0,98(20 км)       |

## Экспортные контракты
В конце декабря 2008 года вступил в силу контракт на поставку российской стороной модернизированных комплексов ПВО «Печора-2М» в Египет, Сирию, Ливию, Мьянму, Вьетнам, Венесуэлу и Туркменистан. Общая стоимость поставок — около $250 млн.
Объём международного рынка модернизированных ЗРК С-125 оценивается в 500 комплексов.
В 2019 году Украина подписала контракт на $30 млн с Турецкой стороной на поставку двух зенитно-ракетных комплексов типа С-125, после их модернизации в компании «Аэротехника-МЛ» до уровня С-125М1 «Печора-M1», предположительно для использования в Ливии. Данные комплексы, помимо модернизации электронной начинки, должны были быть перемонтированы на автомобильные платформы семейства КрАЗ, вместо ранее использовавшихся ЗИЛ-131. Также возможно, что по данному контракту предполагалась поставка дополнительных комплексов этого типа для развёртывания вблизи авиабазы «Эль-Ватыя», взамен ранее уничтоженных комплексов MIM-23 Hawk. В январе 2020 года, после смены руководства в ГК «Укроборонпром», украинская сторона предложила переподписание контракта уже от лица компании «Техимпекс», на балансе которой значились закупленные комплексы за $200 000 за штуку в 2016 году в Молдове, обозначенные как нерабочие. Турецкая сторона отказалась от подписания данного контракта. Предположительно в это время Турция рассчитывала получить российско-белорусские комплексы, модернизированные до уровня С-125-2ТМ «Печора-2ТМ». Тем не менее 8 июля 2020 года стало известно, что украинская сторона продала Турции 6 батарей ЗРК С-125, предположительно модернизированных до уровня С-125-2Д «Печора-2Д». В конце сентября первая партия данных комплексов была поставлена.

## На вооружении

Операторы С-125

- Азербайджан — 24 ПУ (6 дивизионов) С-125-2ТМ Печора-2ТМ, по состоянию на 2023 год[4]
- Алжир — 12 ПУ (3 дивизиона) С-125М Печора-М и 24 ПУ (6 дивизионов) С-125М1 Печора М1, по состоянию на 2022 год[8]
- Ангола — 12 ПУ (3 дивизиона) С-125М1 Печора-М1, по состоянию на 2023 год[10]
- Армения — не более 14 ПУ С-125 и С-125-2М (4 дивизионов) «Печора-2М»[13][14]
- Венесуэла — 44 ПУ (11 дивизионов) С-125-2М Печора-2М, по состоянию на 2023 год[15]
- Вьетнам — около 30 ПУ (10 дивизионов) С-125-2ТМ Печора-2ТМ и 21 ПУ (7 дивизионов) С-125М Печора-М, по состоянию на 2023 год[16]
- Египет — 120 ПУ (30 дивизионов) С-125М Печора-М и 40 ПУ (10 дивизионов) С-125-2М Печора-2М, по состоянию на 2023 год[17]
- Замбия — 6 ПУ (2 дивизиона) С-125М Печора-М, по состоянию на 2023 год[18]
- Индия — 100 ПУ (25 дивизионов) С-125М Печора-М, по состоянию на 2023 год[19]
- Казахстан — 3 ПУ (1 дивизион) С-125-1Т Печора-1Т, по состоянию на 2023 год[20]
- Кыргызстан — 8 ПУ (2 дивизиона) С-125М1 Печора-М1, по состоянию на 2023 год[21]
- КНДР — 20 ПУ (5 дивизиона) С-125М1 Печора-М1 с сомнительной боеспособностью, по состоянию на 2023 год[22]
- Куба — 12 ПУ (3 дивизиона) С-125М1 Печора-М1, по состоянию на 2023 год[23]
- Молдова — 3 ПУ (1 дивизион) С-125М1 Нева-М1, по состоянию на 2023 год[24]
- Монголия — 8 ПУ (2 дивизиона) С-125-2М Печора-2М, по состоянию на 2023 год[25]
- Мьянма — 32 ПУ (8 дивизионов) С-125-2М Печора-2М, по состоянию на 2023 год[26]
- Перу — 24 ПУ (6 дивизионов) С-125, по состоянию на 2016 год[27]
- Польша — 51 ПУ (17 дивизионов) С-125 Newa-SC, по состоянию на 2023 год[28][29]
- Сербия — 6 ПУ (2 дивизиона) С-125М1 Печора-М1, по состоянию на 2023 год[30]
- Сирия — 36 ПУ (9 дивизионов) С-125-2М Печора-2М и некоторое количество С-125, по состоянию на 2023 год[31]
- Таджикистан — 3 ПУ (1 дивизион) С-125-2М Печора-2М и 5 ПУ (2 дивизиона) С-125М1 Нева-1М, по состоянию на 2023 год[32]
- Турмкенистан — 4 ПУ (1 дивизион) С-125-2М и 12 ПУ (3 дивизиона) С-125М1 Нева-М1, по состоянию на 2023 год[33]
- Украина — 8 ПУ (2 дивизиона) С-125-2Д Печора-2Д, по состоянию на 2023 год[34]
- Узбекистан — 4 ПУ (1 дивизион) С-125-2М и 10 ПУ (3 дивизиона) С-125М1 Нева-М1, по состоянию на 2023 год[35]
- Эфиопия —  4 ПУ (1 дивизион) С-125М1 Печора-М1, по состоянию на 2023 год[36]

### Снят с вооружения
- Венгрия  — ЗРК находился в эксплуатации в 1978—1995 годах[37]
- ГДР
- Ирак  — ЗРК ликвидированы в 2003 году
- Йемен
  - Южный Йемен
- Камбоджа  — сняты с вооружения в 2005 году[38]
- Ливия— из СССР было поставлено в Ливию 60 ЗРК «Печора»[39]
- Мозамбик — некоторое количество небоеспособных С-125М1 Печора-М1, по состоянию на 2021 год
- Румыния  — ЗРК находился в эксплуатации в 1986—1998 годах
- Сомали  — выведен из эксплуатации в 1992 году[40]
- Танзания — некоторое количество С-125, вероятно в небоеспособном состоянии, на 2016 год[41]
- СССР — перешли к образовавшимся после распада государствам
  -  Россия — сняты с вооружения в 1990-х годах
- Уганда —  4 ПУ С-125, по состоянию на 2016 год[42]
- Финляндия  — сняты с вооружения в 1990-х годах
- Чехословакия — перешли к Словакии
  -  Словакия  — снят с вооружения в 2001 году
- Югославия — перешли к образовавшимся после распада государствам
- Южный Судан — 16 ПУ (4 дивизиона) С-125 Печора с сомнительной боеспособностью, по состоянию на 2023 год[43]

## Боевое применение

### Война на истощение

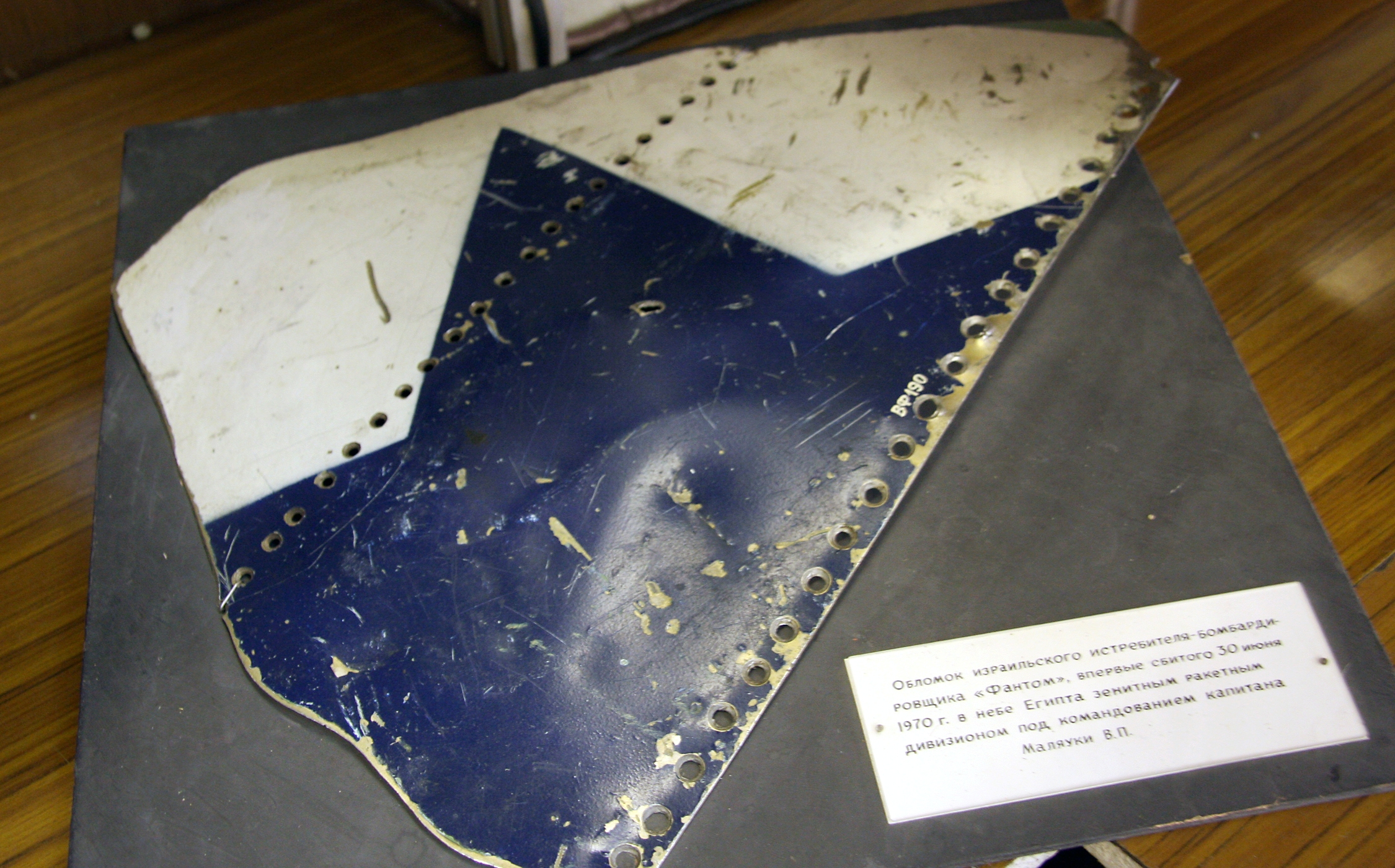
Обломок израильского истребителя «Фантом» в музее войск ПВО, сбитого советским ЗРК С-125 в 1970 году

После бомбардировок Израилем гражданских объектов на территории Египта весной 1970 года для защиты воздушного пространства была передислоцирована советская 18-я особая зенитно-ракетная дивизия. Первым успехом советских зенитчиков стало сбитие египетского бомбардировщика Ил-28. Всего в марте-июле 1970 года советскими дивизионами ЗРК С-125 в 17 стрельбах (расход 35 ракет) было сбито 9 израильских и 1 египетский самолёты.
Как указывал израильский ветеран Эмануэль Сакал, появление ЗРК С-125 поменяло ситуацию радикально. Министр обороны Израиля заявил, что ВВС были не в состоянии уничтожить зенитно-ракетные комплексы. В результате действий советских зенитчиков ВВС Израиля утратили превосходство в воздухе над западным берегом Суэцкого канала. Под прикрытием советских зенитчиков египтяне продвинулись вперёд на 20 километров, что позволило артиллерии под прикрытием зенитчиков обстреливать опорные пункты линии Бар Лева, а египетским зенитчикам атаковать израильские самолёты над Синаем.

### Война Судного дня
По арабским данным ЗРК С-125 Египта во время Войны Судного дня с Израилем в октябре 1973 года в 61 стрельбе (расход 174 ракеты) был сбит 21 самолёт, ЗРК С-125 Сирии в 72 стрельбах (расход 131 ракета) — 33 самолёта.
По российским данным, всего арабскими С-125 было сбито 3 израильских самолёта.
Израиль же подтвердил что от огня С-125 потерял 6 самолётов.

### Инцидент над Армянской ССР в 1976 году
2 сентября 1958 года, в 15:12, сбит самолет-нарушитель С-130А 56-0528 7406-й аэ ВВС США. Разведчик произвел взлет с турецкой авиабазы Инжирлик в 13:21 и набрав высоту 8600 м направился к контрольной точке Трабзон, откуда должен был проследовать к н.п. Ван и возвращаться обратно. В 14:42 экипаж доложил прохождение Трабзона и больше на связь не выходил. Позже выяснилось, что следуя над слоем облачности,  в 15:06, разведчик зашел в воздушное пространство СССР в точке 20 км южнее Ленинакана и с курсом 120 углубился на территорию СССР до 45 км. На его перехват были подняты дежурные пары МиГ-17Ф из 25-го иап с аэродрома Эребуни в 14:47 (ведущий ст.л-т В.В. Лопатков, ведомый ст.л-т Н. Гаврилов) и 177-го иап с аэродрома Ленинакан в 14:54 (ведущий ст.л-т Н.П. Кучеряев, ведомый ст.л-т В.Д. Иванов). Истребители обнаружили противника в 15:10 и попыталась принудить его к посадке. Нарушитель на поданные сигналы не реагировал и был сбит огнем ВПУ у села Саснашен, в 44 км. южнее Ленинакана. Погибло 17 человек находившихся на борту (в том числе 6 членов экипажа к-на Руди Свиестра и 11 операторов разведывательных систем).
24 августа 1976 года истребитель-разведчик RF-5A Freedom Fighter ВВС Турции в ходе проведения разведки пересёк советскую территорию, следуя на высоте 7600 метров. Пусками расчёта советского ЗРК С-125 нарушитель был сбит, обломки сбитого истребителя рухнули на турецкой территории, там же и приземлился катапультировавшийся турецкий пилот старший лейтенант Сахир Бесерен.

### Угандийско-танзанийская война
Применялся танзанийской стороной. По ошибке был сбит танзанийский истребитель МиГ-21.

### Ирано-иракская война
Применялся Ираком против вторжений иранской авиации с середины 1980 года и последующей далее ирано-иракской войны. Первый самолёт (F-5E) был сбит 25 июня 1980 года, после нарушения иракской границы, пилот погиб.

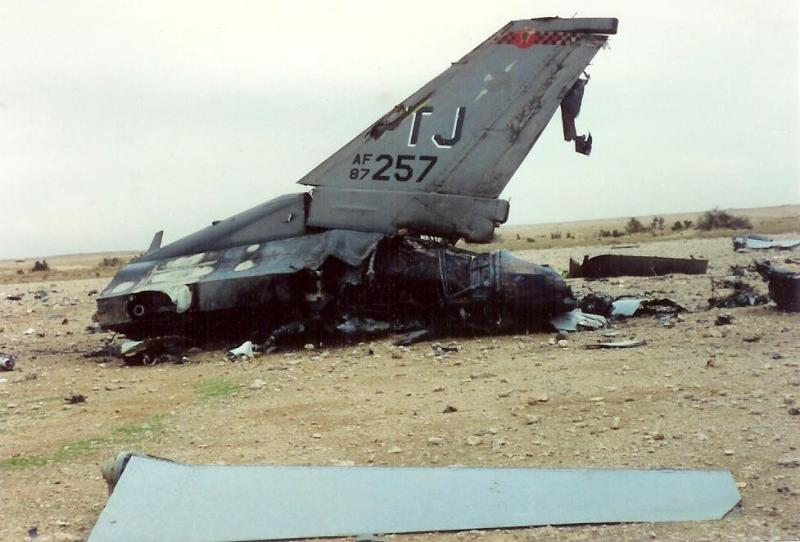
Обломки американского истребителя F-16, сбитого иракским ЗРК С-125 в 1991 году

 Также по ошибке был сбит иракский транспортный самолёт Ил-76.

### Война в Югославии
Применялся сербской стороной во время войны в Югославии 1999 года.
27 марта 1999 года, в 20:55, над Югославией югославский ЗРК С-125М «Печора» 3-й батареи 250-й ракетной бригады ВВС и войск ПВО Сербии под командованием полковника Золтана Дани двумя ракетами 5В27 впервые в мире сбил американский малозаметный самолёт F-117, в 32 км от Белграда и 13 км от пусковой установки.
2 мая 1999 года ЗРК С-125М сбил американский истребитель F-16CG (с/н 88-0550), пилот катапультировался.
В целом югославские С-125 сбили два самолёта НАТО, израсходовав 188 ракет. Кроме того, 120 зенитных ракет В-601П уничтожены авиацией НАТО на складах.

### Приднестровский конфликт
1992 год — инцидент с молдавским МиГ-29.

### Гражданская война в Сирии
17 марта 2015 года сирийский С-125 сбил американский БПЛА MQ-1 Predator, вторгнувшийся в воздушное пространство Сирии.
14 апреля 2018 года Сирийские ПВО использовали комплексы С-125 для отражения ракетного удара США, Британии и Франции в 2018 году. Согласно официальным данным Министерства обороны России, всего США и их союзниками было применено 103 крылатые ракеты, из которых сирийскими средствами ПВО, успешно перехвачена 71 крылатая ракета. В отражении ракетного удара были задействованы  средства ПВО С-125, С-200, «Бук», «Квадрат», «Оса»,  «Стрела-10» и «Панцирь-С1», при этом ЗРК С-125 было выпущено 13 ракет, поражено 5 целей. Согласно официальным данными Министерства обороны США, ни одна из атакующих ракет поражена не была, а большинство пусков зенитных ракет были произведены уже после того, как крылатые ракеты достигли цели.